# Vita rosen
För andra betydelser, se Vita rosen (olika betydelser).

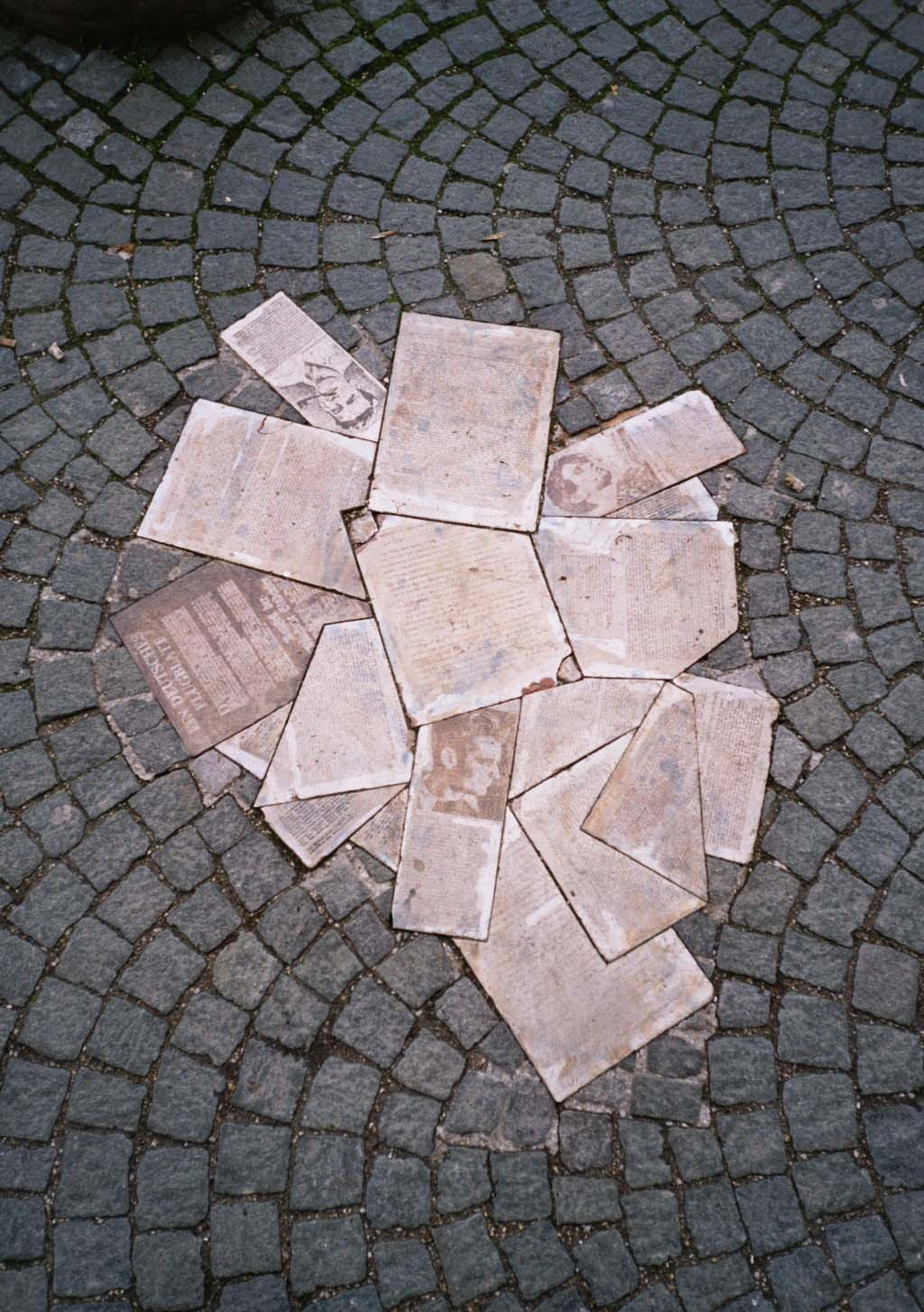
Monument till "Weiße Rose" utanför Münchens Ludwig-Maximilian-universitet.

Vita rosen (tyska: Weiße Rose) var en tysk motståndsgrupp mot den nationalsocialistiska diktaturen under andra världskriget. Den bestod huvudsakligen av studenter i München och spreds till flera städer.
Hans Scholl och Alexander Schmorell startade gruppen i juni 1942. Utöver dessa deltog även Sophie Scholl, syster till Hans, Christoph Probst, Willi Graf samt  Kurt Huber. Gruppen utökades successivt med såväl medlemmar som understödjare. De var verksamma fram till den 18 februari 1943.
Gruppen författade sammanlagt sex flygblad som stencilerades, postades och delades ut i tusental trots svårigheter att få tag i material. I bladen protesterade man mot regimens förbrytelser och manade till motstånd mot nationalsocialismen. Efter slaget vid Stalingrad målade medlemmarna slagord mot Hitler och nationalsocialisterna på offentliga byggnader i München. Efter deras gripande spreds det sjätte flygbladet av allierade flygplan i tiotusental.

## Medlemmar
Vita rosens främsta ledare bestod av studenter från universitetet i München: Hans Scholl, Sophie Scholl, Alexander Schmorell, Willi Graf, Christoph Probst, Traute Lafrenz, Katharina Schueddekopf, Lilo Berndl, Jurgen Wittenstein, Marie-Luise Jahn och Falk Harnack. År 1937 gick Hans Scholl, i likhet med många andra unga människor, med i Hitlerjugend. Hans syster Sophie Scholl gick samtidigt med i Bund Deutscher Mädel. Fyra år senare, 1941, insåg Hans Scholl vad organisationen Hitlerjugend egentligen gick ut på, vilket var att göra soldater av Tysklands unga pojkar. Med anledning av detta bestämde sig Hans och Sophie Scholl för att göra motstånd mot Adolf Hitler och nazismen och bildade därför organisationen Vita rosen i juni 1942. Motståndet gjordes via utspridning av flygblad där befolkningen uppmanades att göra motstånd mot den tyska regimen.
- Willi Graf (soldat och medicinstuderande)[3]
- Kurt Huber (professor i musikvetenskap och psykologi)[3]
- Christoph Probst (soldat)[3]
- Alexander Schmorell (soldat och medicinstuderande)[3]
- Hans Scholl (soldat och medicinstuderande)[3]
- Sophie Scholl (biologi- och filosofistuderande, syster till Hans Scholl)[3]

## Historik

### Bakgrund och motiv
Få protesterade vid den tiden mot regimen. Syskonen Scholl och deras studentkamrater präglades av ideal om frihet, rättvisa och självständighet. De var djupt upprörda över deportationen och behandlingen av judar och regimmotståndare.
Vid deras universitet fanns professorn i filosofi Kurt Huber, som tog avstånd från den nationalsocialistiska regimen med hänvisning till frihetstankarna hos Baruch Spinoza och Gottfried Wilhelm von Leibniz. Spinoza avfärdades av nazisterna som ”Talmudjude”.

### Aktioner
Från slutet av juni till mitten av juli 1942 skrev och flerfaldigade Hans Scholl och Alexander Schmorell de fyra första flygbladen. De delade ut bladen med största försiktighet och utan att deras vänner och familjer visste om något.
De skickade också de båda första flygbladen till professor Kurt Huber och efter ett halvår berättade de för honom att de var författarna. Strax därefter anslöt sig Huber till gruppen och han bidrog till Vita rosens regimfientliga texter. 
I slutet av juli avslutades projektet tillfälligt eftersom Hans Scholl och Alexander Schmorell kallades in till fronten.
Vita rosen växte; Sophie Scholl bad vänner i Ulm om medverkan och Willi Grafs vänner i Saarbrücken delade ut flygblad. Flygbladen spreds även via vänner till Hamburg och Berlin. Finansiellt understöd kom från Eugen Grimminger i Stuttgart.
Efter det tyska nederlaget vid Stalingrad stärktes gruppen i sin kamp. I slutet av januari låg hundratals flygblad på gatorna i Münchens innerstad. Tre gånger på morgonen stod paroller som ”Ner med Hitler” och ”Hitler massmördare” på husväggarna. ”Frihet” stod skrivet på bägge sidor om huvudingången till universitetet. För att nå fler medborgare blev gruppen alltmer oförsiktig.
Det sjätte och sista flygbladet riktade sig framför allt till studenterna vid Münchens universitet. Kurt Huber uppmanade i det studenterna till aktion: ”Det tyska namnet skändas för evigt om inte den tyska ungdomen står upp, /…/ förintar plågoandarna och upprättar ett nytt, andligt Europa.” En följd blev att när en högt uppsatt nazist höll tal med anledning av att universitetet fyllde 470 år blev det uppror i salen.

### Gripande och process
18 februari 1943 delade Hans och Sophie Scholl ut det sjätte flygbladet på universitetet utan att ha avtalat det med de andra i gruppen. Några av bladen kastade de ner på universitetets innergård. Vaktmästaren, som hade ålagts att anmäla allt misstänkt, såg dem och höll fast dem tills Gestapo kom.
Fyra dagar efter fasttagandet inleddes processen, där anklagelsepunkterna bland annat var landsförräderi och förberedelse till högförräderi. Hans och Sophie Scholl samt Christoph Probst dömdes till döden och giljotinerades samma dag.
Hans Scholl sista ord var ”Leve friheten!” och Sophie skrev ”Frihet” på baksidan av anklagelseskriften som förelagts henne före processen.
Den 19 april 1943 inleddes den andra processen mot Vita rosens medlemmar. Alexander Schmorell, Willi Graf och Kurt Huber samt ytterligare elva personer anklagades under 14 timmar. Professor Kurt Huber krävde i sitt försvarstal en återgång till rättsstaten och till ömsesidigt förtroende mellan människor. Han menade också att de unga studenternas motstånd inte varit illegalt utan ett återställande av legaliteten. Kurt Huber, Alexander Schmorell och Willi Graf dömdes till avrättning med giljotin. De andra anklagade fick mångåriga fängelsestraff.

### Eftermäle
Det sjätte flygbladet fick den största spridningen. Helmuth James Graf von Moltke från en annan motståndsgrupp överlämnade det i Oslo till den norske biskopen Berggrav, som tog med det till England. I juli 1944 spred brittiska flygplan ut miljontals kopior av flygbladet över Nordtyskland.
Den 27 juni 1943 talade författaren Thomas Mann i sin månatliga BBC-sändning till tyska lyssnare om vad som hänt i München och sa: ”Ni har inte dött förgäves, ni kommer inte att glömmas bort”.

## Filmatiseringar
- Den vita rosen (Die Weiße Rose) 1982, regisserad av Michael Verhoeven.
- Sophie Scholl – De sista dagarna (Sophie Scholl - Die letzten Tage) 2005, regisserad av Marc Rothemund.